# كأس الخليج للأندية 1996
أُقيمت بطولة الأندية الخليجية أبطال الدوري في عام 1996 في مملكة البحرين، وفاز فيها نادي النصر السعودي.

## الترتيب
| م | النادي             | النقاط |
| - | ------------------ | ------ |
| 1 | نادي النصر         | 12     |
| 2 | نادي ظفار          | 9      |
| 3 | نادي الشارقة       | 5      |
| 4 | نادي السالمية      | 8      |
| 5 | نادي الرفاع الشرقي | 7      |
| 6 | النادي العربي      | 1      |

## طالع أيضًا
- كأس الخليج للأندية